# Zunzum e Pronto
Zunzum e Pronto é o terceiro e último álbum de estúdio do girl group brasileiro SNZ, lançado em 2 de março de 2007 pela editora discográfica Universal Music, sendo o primeiro e único álbum do grupo, a ser lançado pela gravadora e também o primeiro e único álbum delas sem a integrante Sarah Sheeva. Consequentemente, o grupo virou uma dupla e as iniciais presentes no nome passaram a significar "Só Nãna e Zabelê!". Nesse trabalho, o SNZ aposta em uma identidade visual mais madura, musicalmente apresenta um afastamento sonoro dos dois primeiros registros de estúdio do grupo — SNZ (2000) e Sarahnãnazabelê (2001) — que apostavam em uma sonoridade a favor da música pop, com letras voltadas ao público adolescente. Em Zunzum e Pronto, o grupo inclina de vez para os gêneros anteriormente nunca explorados, como pop rock e indie pop e possui menos influências puras de música pop. Os trabalhos de produção e gravação do projeto ocorreram em 2006 em estúdios no Brasil.
Durante todo o processo de criação da obra, o grupo colaborou com uma gama de novos produtores, tendo a produção assinada pela primeira vez pelas próprias integrantes do grupo — Nãna Shara e Zabelê — que trabalharam no desenvolvimento do projeto ao lado de Paulo Jeveaux e André Moraes. Sendo dirigidas artisticamente por Connie Lopes (do selo independente Natasha Records). O repertório também traz composições originais de Shara, Zabelê e de uma gama de novos compositores que inclui Celso Malheiros, Ricky Magia, Pedro Baby (irmão do duo), Gerson Jorge e André Moraes. Zunzum e Pronto conta com regravações de duas canções previamente lançadas por outros artistas, "Educação sentimental II", originalmente gravada pelo grupo Kid Abelha e "Acabou Chorare" dos Novos Baianos, cujo parte da letra dessa canção da título ao álbum. 
Para a divulgação de Zunzum e Pronto, dois singles foram extraídos. O primeiro, "Busca", foi lançada no fim de janeiro de 2007 , sendo considerada a mais forte canção do álbum por sua letra de conteúdo motivacional. Em agosto, "Maravilha" também foi liberada como música de trabalho e conta com a participação do rapper De Leve. Além disso, a dupla iniciou apresentação em bares e pequenas casas de concerto para promover o projeto. Após o fim dos trabalhos, a dupla decidiu se separar definitivamente.

## Antecedentes
Em novembro de 2002, após o fim da agenda de divulgação do álbum Sarahnãnazabelê (2001), Sarah Sheeva anunciou sua saída do SNZ. Na ocasião Nana e Zabelê tinham a intenção continuar com o grupo; "Nunca pensamos em acabar com o grupo. Eu e Nãna achamos que ainda tem muita coisa pra acontecer, Amamos SNZ, foi a gente que criou. Vários integrantes já saíram dos Titãs e nem por isso mudaram de nome". Apesar disso, um mês depois, o grupo anunciou um hiato indeterminado. Em 2006, como dupla, o SNZ decidiu retomar as atividades e mudar o significado nas iniciais presentes no nome grupo, que agora ao invés de representar a inicial das três integrantes, simplesmente significaria "Só Nãna e Zabelê".

## Produção e composição
Após um longo período em hiato, as irmãs decidiram que queriam fazer algo até então nunca haviam feito em seus trabalhos anteriores, tanto musicalmente quanto visualmente; "Foi uma passagem de tempo sincera. A gente pôde pensar no que queríamos, ter inspiração até perceber qual era a hora certa de fazer as coisas"—diz Zabelê, sobre o hiato do grupo. A composição e produção de Zunzum e Pronto ficou por conta das duas irmãs, que pela primeira vez tiveram total autonomia sobre as canções, elas também decidiram reunir-se com uma série de amigos pessoais para a criação das faixas do projeto. O grupo colaborou com uma gama de novos compositores, entre eles Davi Moraes, amigo pessoal das duas, filho de Moraes Moreira, que também integrou os Novos Baianos, ao lado dos pais das cantoras, Moraes atuou como como produtor e compositor de várias canções do disco. Gil Oliveira, Betão Aguiar ambos filhos de Paulinho Boca de Cantor, também ex membro dos Novos Baianos e o irmão das duas cantoras, Pedro Baby, atuaram como instrumentistas e compositores das músicas. O trabalho de composição do disco durou um ano, sendo escritas mais de 50 músicas, de onde saíram as 11 inéditas que compõem a obra. O pai do duo, Pepeu Gomes, colaborou com arranjos, enquanto a mãe das garotas, Baby do Brasil, participa com arranjos vocais. Nãna Shara e Zabelê assinam a autoria de quase todas as faixas da obra. "Sananá" foi composta por ambas, ao lado de Davi Moraes e Ricky Magia, "Bicicletas do Arpoador" foi criada ao lado de Eddy Wesley e Gerson Jorge, "Você Virou Poema" com Wesley e Celso Malheiros. A quarta faixa, "Não Pare" foi escrita pelas irmãs ao lado de Magia e Moraes. Shara atua como única compositora creditada nas duas únicas baladas motivacionais do álbum, "Busca" e "Algo Melhor", além das faixas de andamento acelerado, "O Tempo Mudou" e "Calor da Rua", a última em parceria com Pedro Baby na composição. Já Zabelê assina duas ao lado de Eddy Wesley, a uptempo "Maravilha" e a balada "Digo adeus". "Esse disco é mais do que queríamos. É o maior da nossa carreira. Trabalhamos juntas, produzimos, compusemos", diz Shara. Zunzum e Pronto conta com regravações de três canções previamente lançadas por outros artistas, "Educação sentimental II", originalmente gravada pelo grupo Kid Abelha e "Acabou Chorare" dos Novos Baianos, cujo parte da letra dessa canção da título ao álbum, "Quisemos mostrar nossa herança familiar. Apesar de termos som pop, temos raiz musical forte", conta Zabelê.
Nesse trabalho o SNZ aposta em uma identidade visual mais madura, musicalmente apresenta um afastamento sonoro dos dois primeiros registros de estúdio do grupo — SNZ (2000) e Sarahnãnazabelê (2001) — que apostavam em uma sonoridade a favor da música pop e dance-pop, com letras voltadas ao público adolescente. Em Zunzum e Pronto, o grupo inclina de vez para os gêneros anteriormente nunca explorados, como pop rock e indie pop e possui menos influências puras de música pop. "Em Zumzum e Pronto, misturamos nossas influências [de] R&B, rock, pop e black music. É um disco bom pra dançar, ouvir, deixar no ambiente", resumi Shara. Dos discos anteriores do grupo, a dupla manteve Paulo Jeveaux, que atuou ao lado de Shara, Zabelê e Moraes, na produção da obra. A direção artística ficou a cargo de Connie Lopes (do selo independente Natasha Records). Os trabalhos de produção e gravação do projeto ocorreram ao longo de todo o ano de 2006, em estúdios do Brasil.

## Lançamento promoção
Zunzum e Pronto foi lançado em 2 de março de 2007 pela editora discográfica Universal Music, sendo o primeiro e único álbum do grupo, a ser lançado pela gravadora. Após o lançamento do disco, Shara e Zabelê tentaram continuar a dupla, fazendo muitos shows afim de promover Zunzum e Pronto, em pequenas casas de shows com a turnê SNZ Convida que durou até 2009, tendo a participação de artistas como Ivo Meirelles, Leoni, Pepeu Gomes, Baby do Brasil, entre outros.
Já convertida desde a saída de Sheeva, Shara casou-se com Claudio Brinco e tentou continuar na música secular. Mas a gravadora cobrava a participação de Nãna e a mesma estava se à igreja. Optou por sair e viver a vida em ministério com seu marido, dando fim ao SNZ. Deixando o disco como um presente de despedida para os fãs.

## Singles
Para a divulgação do álbum, duas singles foram extraídos de Zunzum e Pronto. O primeiro, "Busca", foi lançado de forma oficial em 30 de janeiro de 2007. Mais tarde, "Maravilha" foi lançada em agosto de 2007 como single e conta com a participação do rapper De Leve.

## Faixas
| Zunzum e Pronto |                                                 |                                            |         |  |
| N.º             | Título                                          | Compositor(es)                             | Duração |  |
| 1.              | "Sananá"                                        | Zabelê Nãna Shara Ricky Magia André Moraes | 3:21    |  |
| 2.              | "Bicicletas do Arpoador"                        | Zabelê Eddy Wesley Gerson Jorge            | 3:32    |  |
| 3.              | "Você Virou Poema"                              | Zabelê Wesley Celso Malheiros              | 4:07    |  |
| 4.              | "Não Pare"                                      | Zabelê Shara Magia Moraes                  | 3:16    |  |
| 5.              | "Busca"                                         | Shara                                      | 3:42    |  |
| 6.              | "Algo Melhor"                                   | Shara André Gomes                          | 3:20    |  |
| 7.              | "Surgiu do Nada"                                | Zabelê Wesley                              | 3:47    |  |
| 8.              | "O Tempo Mudou"                                 | Shara                                      | 3:45    |  |
| 9.              | "Educação sentimental II" (cover de Kid Abelha) | Leoni Paula Toller Herbert Vianna          | 3:49    |  |
| 10.             | "Maravilha" (com participação de De Leve)       | Zabelê Wesley De Leve                      | 3:38    |  |
| 11.             | "Calor da Rua"                                  | Shara Pedro Baby                           | 3:33    |  |
| 12.             | "Digo adeus"                                    | Zabelê Wesley                              | 2:59    |  |
| 13.             | "Acabou Chorare" (cover de Novos Baianos)       | Moraes Moreira Luiz Galvão                 | 3:41    |  |
| 14.             | "Busca (Versão Acústica)"                       | Shara                                      | 4:12    |  |
| Duração total:  | Duração total:                                  | Duração total:                             | 53:10   |  |